# Martin de Moussy
Jean Antoine Victor de Martin de Moussy (Brissac-Quincé, Angers, Francia, 26 de junio de 1810 - París, Isla de Francia, Francia, 28 de marzo de 1869) fue un destacado naturalista francés, autor del libro Descripción geográfica y estadística de la Confederación Argentina (francés: Description Géographique et Statistique de la Confédération Argentine), una de las principales fuentes de información geográfica de la región para esa época.

## Biografía
Se doctoró en medicina en París en 1835. Viajó a Río de Janeiro en 1841, y de allí a Montevideo en donde dirigió el hospital de la legión francesa durante el sitio y dictó cursos en la Universidad de la República. En la capital uruguaya fundó la Sociedad de Medicina de Montevideo y publicó varios trabajos científicos, entre ellos Algunos apuntes sobre la constitución meteorológica y médica y sobre la mortalidad del año 1853.
Tras la caída de Juan Manuel de Rosas, en 1854 Moussy fue contratado por el presidente Justo José de Urquiza como geógrafo para una expedición de exploración del territorio de la Confederación Argentina. Tras dirigirse a esos efectos a la capital de la Confederación en Paraná dio inicio a una expedición durante la cual en cinco años viajó más de 20 000 km recorriendo Paraguay, Misiones, Chaco, el norte de la Patagonia, las montañas de los Andes, la mayor parte de Chile, y del sur de Bolivia, y exploró los ríos Uruguay y Paraná. Durante ese tiempo Moussy acumuló innumerables observaciones respecto a la historia natural, geología, geografía y meteorología de la región, además de centenares de cálculos astronómicos y de datos etnográficos. El resultado de sus investigaciones fue volcado en la Description Geographique et Statistique de la Confédération Argentine, obra publicada en tres volúmenes en París por Didot entre 1860 y 1864, y un Atlas publicado en 1869 con treinta cartas físicas y políticas de cada una de las provincias y territorios de Argentina.
Tras la exposición internacional de 1855, Moussy elevó diversas propuestas al gobierno nacional a fin de participar en la prevista para 1867 e incluso organizar una exposición previa en Buenos Aires. Retirado Urquiza de la escena nacional, Moussy obtuvo el apoyo de Juan María Gutiérrez y Domingo Faustino Sarmiento y obtuvo el cargo de presidente de la Comisión de Higiene de la provincia de Entre Ríos. En 1867 por consejo de Juan María Gutiérrez, el gobernador de Buenos Aires Bartolomé Mitre lo nombró representante ante la Exposición Universal de París (1867), siendo allí nombrado jurado en delegación de los países de América Latina.
Moussy escribió también numerosos artículos de divulgación científica en diarios de la Argentina y Uruguay (El Plata científico y literario (Buenos Aires), El Nacional Argentino (Paraná), El Uruguay (Concepción del Uruguay), El Orden (Buenos Aires), etc.), publicó un Almanaque Nacional de la Confederación (1856), y Mémoire historique sur la décadence et ruine des Missions des Jésuites dans le bassin du Plata.
Integró diversas sociedades científicas de Francia, Alemania, Uruguay y Argentina, fue designado Oficial de la Legión de Honor y recibió treinta mil pesos del Senado Nacional argentino por sus méritos y los servicios brindados al país.
Murió en París el 28 de marzo de 1869.

## Libros
- 1860a. Description géographique et statistique de la Confédération Argentine. Libro Total PDF 26.389 kb. Tomo I. Tomo Primero. París, 1860. Librerie Firmín Didot
- 1860b. Description géographique et statistique de la Confédération Argentine. Libro Total PDF 29.517 kb. Tomo II. Tomo Segundo. París, 1860. Librerie Firmín Didot